# Казбек
Казбе́к (груз. მყინვარწვერი; осет. Сӕнайы хох; ингуш. Бешлоам, Бешлоамкорта) — потенциально активный стратовулкан, самый восточный пятитысячник Кавказа, высота в Балтийской системе высот 5033,8 м. Расположен в восточной части Центрального Кавказа, на границе России и Грузии, в восточной части Хохского хребта. Последнее извержение произошло в 750 году до н. э.
Мимо горы проходит Военно-Грузинская дорога. На склоне Казбека со стороны Дарьяльского ущелья (3600 м) расположена метеостанция (неработающая), часть которой переоборудована в хижину.
Казбек входит в список десяти вершин Российской Федерации для присвоения звания «Снежный барс России».

## Этимология
У всех местных народностей Казбек имеет свое национальное название. Русское же название горы происходит от имени. Вот что по данному поводу пишет советский лингвист В. А. Никонов:

«В начале XIX в. при проходе селения у подножия горы владел князь Казбек, его имя и стало названием аула Казбеги, по аулу русскими принято название горы».

Схожее мнение у М. А. Кумахова, который считает, что вулкан получил своё название в честь осетинского княза Казбека. Однако последний приводит также мнение А.Д. Цагаевой — она считает, что название горы имеет в основе тюрк. корни хъаз — из казахского этнонима «аз» и бег — от географического термина тюрков беек, или бейек, что переводится как «высота». По мнению А. В. Суперанской, топоним Казбек относится ко всей прилегающей местности, в том числе к селу Казбеги. Связано оно может быть с каз — слово, обозначающее мусульманского судью, и бек — господин; либо же, как и А. В. Твёрдый, она связывает Казбек с «неизвестным» князем Казибеком.
Грузинское название — груз. მყინვარწვერი — Мкинварцвери (или просто მყინვარი — Мкинвари) и переводится как «гора с ледовой вершиной» или «ледяная вершина». Одно из осетинских названий Казбека — Урсхох — дословно означает «белая гора». Также исторически вблизи Казбека обитавшие ингуши называют его «Бешлоамкорта», что означает «вершина тающей горы». Схожее название горы и у чеченцев — «Башлам», что значит «тающая гора». Кабардинское название: Къазбэч (в народе также известно как «Бралыч» и «Ӏуашъхьэмахуэ цӏыкӏу» — «Малый Эльбрус»).

## История восхождений и исследования

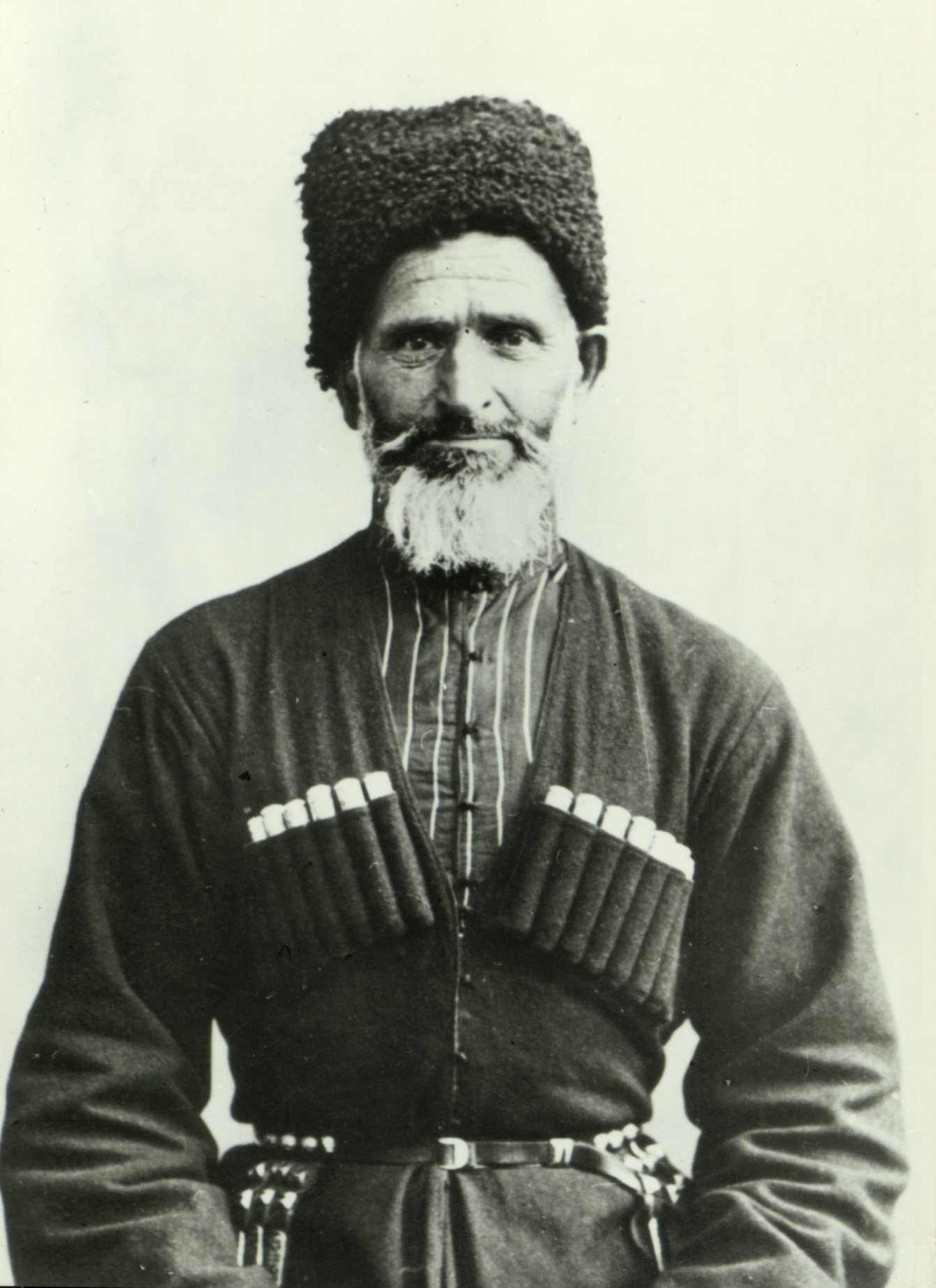
Цогол Бузуртанов — ингушский альпинист, проводник. Житель селения Гвелети.

Первое восхождение на вершину Казбека, известное в истории европейского альпинизма, совершили в 1868 году англичане 23-летний Д. Фрешфильд, Туккер и А. У. Мур (с юго-восточного склона). Согласно В. А. Потто восхождение было совершено 18 июня 1868 года. Проводниками англичан были четверо ингушей из селения Гвилети, расположенного прямо на подступах к горе. В их числе был Цогол Бузуртанов, отец Яни и Исака (Исакх) — официальных проводников Русского географического общества на Казбек и Девдоракский ледник до революции 1917 года. По ингушским и грузинским преданиям, отец Цогола — Иосиф, «охотник на туров», был первым человеком, взобравшимся на вершину Казбека.
Первым русским исследователем, покорившим Казбек, считается горовосходитель В. Козьмин. Проводником его также был Цогол Бузуртанов, личность которого он описал в своём очерке о восхождении в газете «Кавказ». Козьмин также упоминает, что Цогол Бузуртанов и его группа сопровождала Фрешфильда при его восхождении на Казбек в 1868 году.
Первым исследователем, покорившим вершину Казбека и выполнившим там геологические и метеорологические исследования, был русский геодезист А. В. Пастухов (1889, с севера от ледника Майли). Вершины вместе с ним достиг 60-летний проводник-осетин Царахов Тепсарико. Исследователи воздвигли на вершине красное знамя, которое в хорошую погоду было видно во Владикавказе.
В 1889 году было совершено англо-немецкое восхождение: немецкий альпинист Вулли с двумя проводниками Фишером и Маурером и англичане Джосси и Кауфманн (Wolly, Andreas Fisher, Kaspar Maurer, Christian Iossi, Iohann Kauffman). Их проводниками были братья Бузуртановы, имена которых (в частности Яни) вошли позже в отчёт о восхождении, опубликованный в журнале «Alpain Journal».
В 1891 году по тому же маршруту прошёл Готфрид Мерцбахер.
В 1895 году-полковник Ерофеев и Эм. Штебер прошли по северо-восточному пути в сопровождении ингушских проводников из Гвилети братьев Муссы, Яни и Исака Бузуртановых.
В 1897 году — Moritz von Dechy, Mozer, Reschak в сопровождении Муссы Бузуртанова.
В 1898 году — «Десулави, Исаак Бузуртанов (второй раз) — северо-восточный путь».

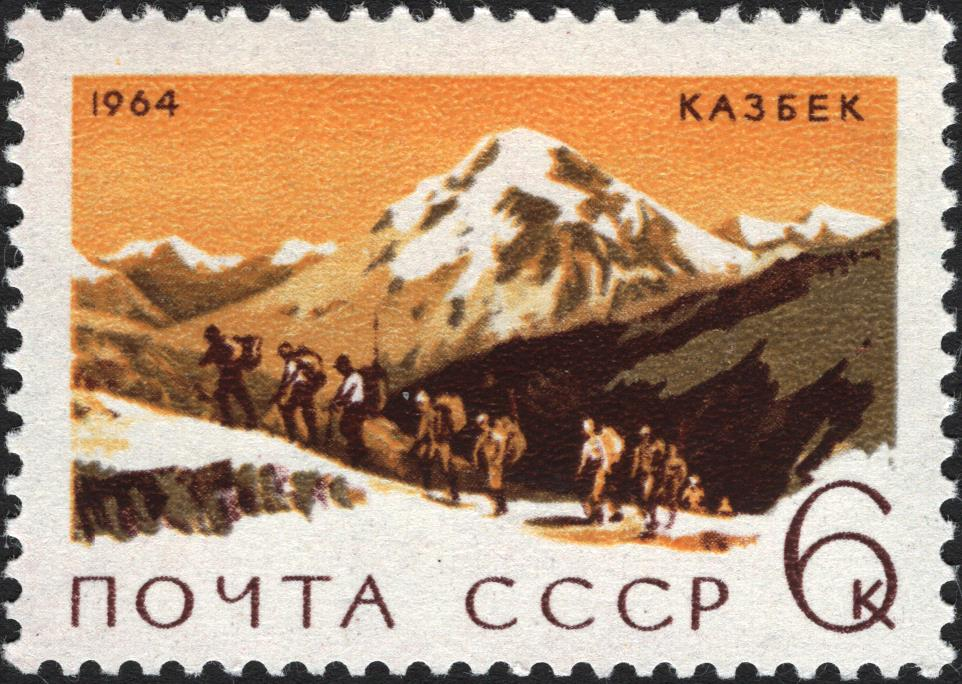
Почтовая марка СССР, 1964 год

В 1899 году — А. Сипягин, И. Красногорский, Исаак Бузуртанов, Лалай Хуциев.
В 1901 году (июль) — студенты Касперович и Козловский.
В 1901 году (август) — М. П. Преображенская, Исак Бузуртанов по северо-восточному пути.
В 1902 году (12 августа) — М. П. Преображенская, Яни Бузуртанов.
В 1902 году (26 августа) — студент Демокитов, Исак Бузуртанов.
В 1902 (сентябрь) — Исак Бузуртанов один.
В 1903 году — А. К. фон Мекк, Исак Бузуртанов.
В 1903 году — Граеб и Питрейн из Тироля в сопровождении Давида Пицхелаури.
28 августа 1923 года на вершину Казбека взошла советская (первая в СССР) экспедиция из 18 человек, собранная по инициативе Г. Николадзе преимущественно из студентов Тбилисского университета. Это событие считается "днём рождения" советского альпинизма. В 1931 году был проложен маршрут Антоновича, Золотарева и Марушвили (в дальнейшем ставший самым ходовым маршрутом восхождения на вершину горы и вошедший в путеводители для альпинистов).
В 2004 году в Мезмайской пещере был обнаружен вулканический пепел, относящийся к извержению Казбека, произошедшему по геологическим меркам синхронно с суперизвержением Флегрейских полей в Италии и извержением вулкана Святая Анна в Южных Карпатах около 40 тысяч лет назад, что, по версии Л. В. Головановой и В. Б. Дороничева из АНО «Лаборатория доистории», вызвало наступление «вулканической зимы» и стало причиной вымирания неандертальцев.

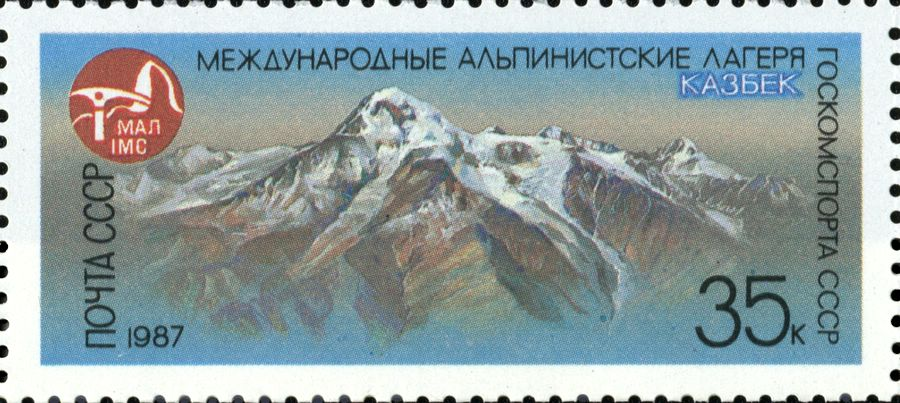
Советская марка 1987 года

10 сентября 2013 года 45-летний президент Грузии Михаил Саакашвили взошёл на гору Казбек.
Он стал вторым президентом-альпинистом постсоветского пространства после президента Казахстана Назарбаева, который в возрасте 55 лет на массовой альпиниаде 30 июня 1995 года поднялся на пик Абая (4010 м) в Заилийском Алатау на северном Тянь-Шане.

## Ледники
Со всего массива Казбека спускаются во все стороны сильно разорванные мощные ледники:
- Гергетский — на юго-востоке,
- Чач — на севере,
- Девдоракский — на северо-востоке,
- Абано — на востоке,
- Майли (в Геналдонское ущелье, оно же Кармадонское ущелье с Майлийчкого плато) — на северо-западе[32].

## Достопримечательности

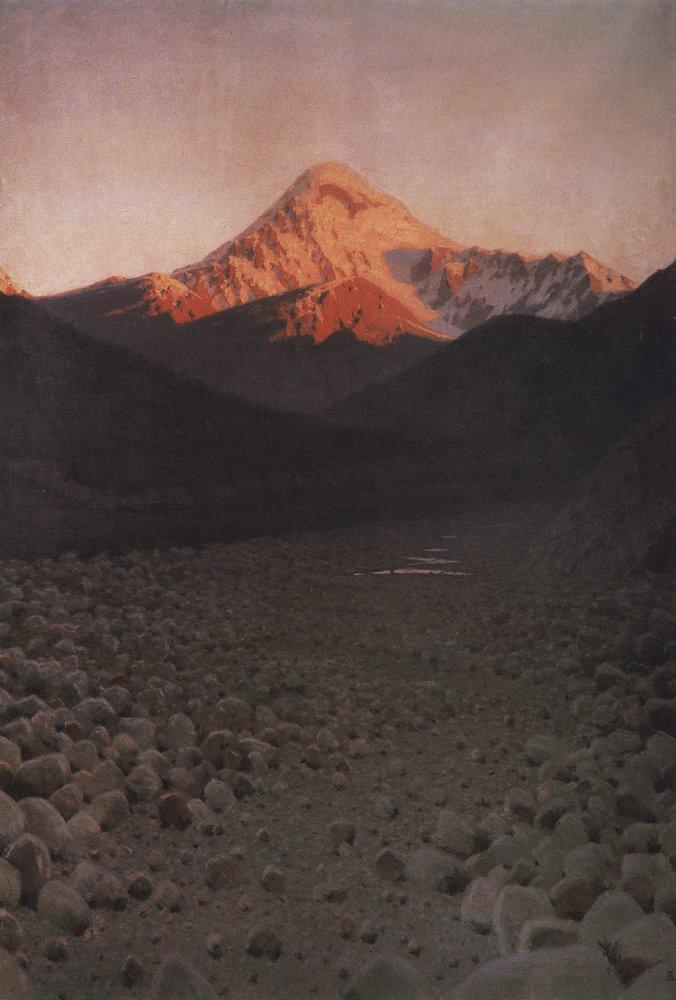
Картина русского художника В. В. Верещагина «Гора Казбек», 1898

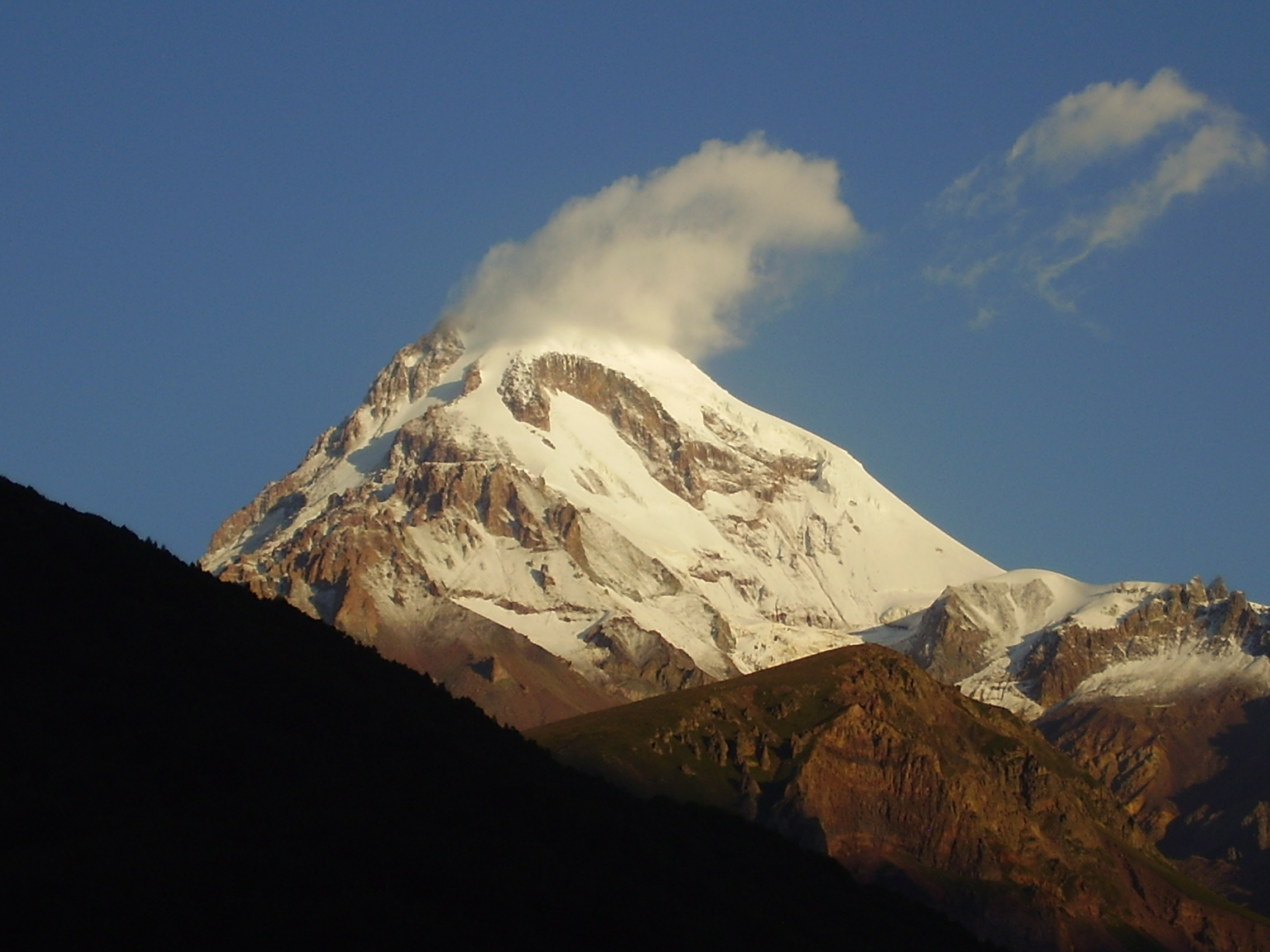
Казбек. Август 2011.

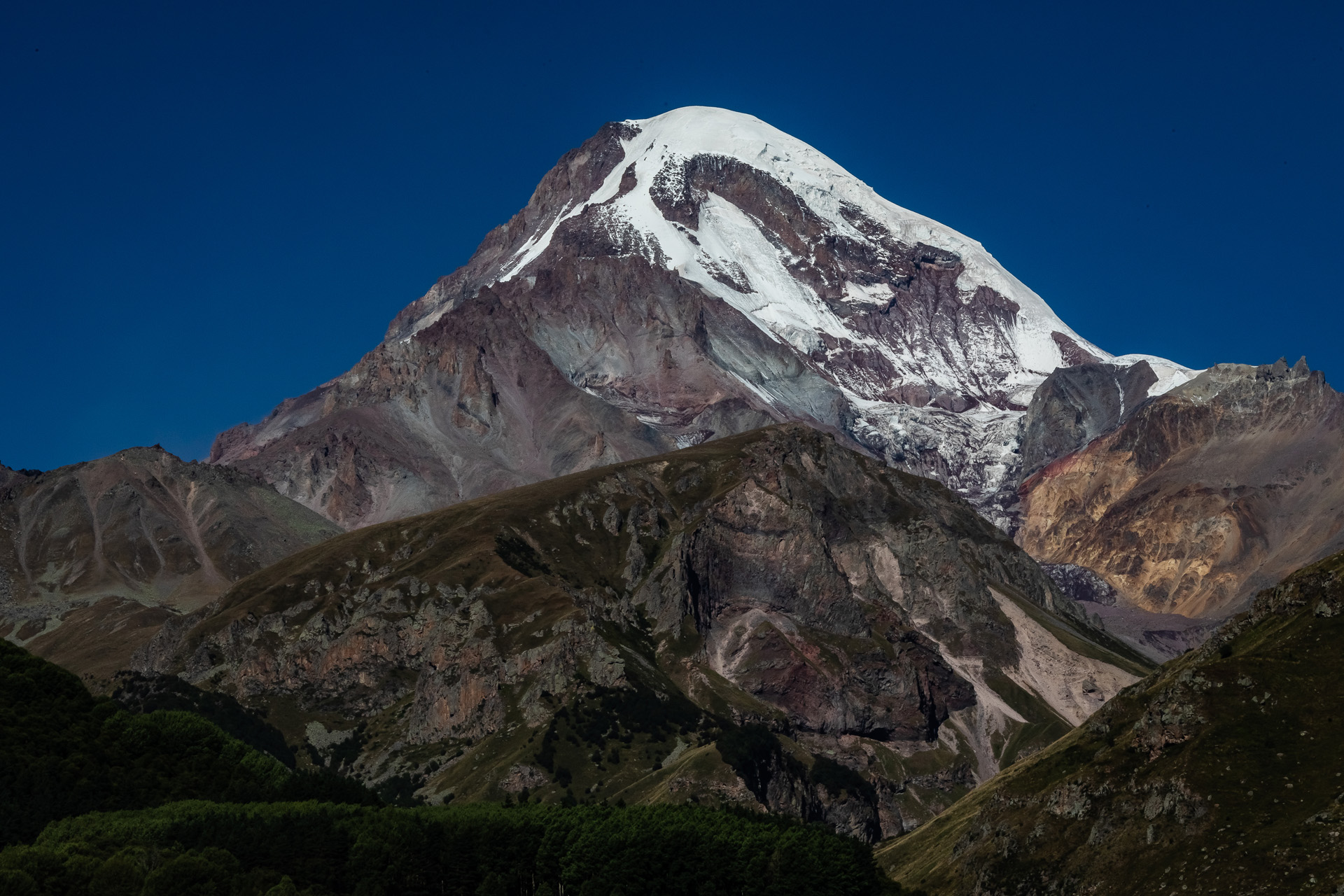
Гора — Казбек. Сентябрь 2022 г.

С Казбеком связано много старинных легенд и достопримечательностей. Примерно на высоте 3800 м на 80-метровой скальной стене в пещере находится старинный грузинский монастырь Бетлеми (Вифлеем). По летописи «Картлис Цховреба», этот монастырь был хранилищем святынь и церковного клада, в который в древние века монахи поднимались по навешенной железной цепи. По сведениям, святой Иосиф, по воле Божьей взошедший в Бетлемский монастырь, преподнёс царю Ираклию кусок от шатра Авраама.
Казбек был центром, вокруг которого местные горцы слагали поэтические были, сказания и легенды о всемогущих богах и героях. Так, в прошлом в глазах грузин Казбек был христианской святыней. Ингуши ежегодно приносили жертвы своим языческим богам тоже вблизи Казбека. И сама «макушка» — снежная вершина Казбека — играла видную роль в духовном творчестве горцев.

Ингуши, жители села Гвилети (инг. Гелат), ежегодно приносили жертвы своим языческим богам близ Казбека. По верованиям гвилетцев, на вершине якобы находится таинственная пещера, в которой лежит юноша Куркъа, прикованный богами к скале за попытку похитить с неба для людей огонь. Он стонет от боли, потому что хищная птица клюёт его сердце.

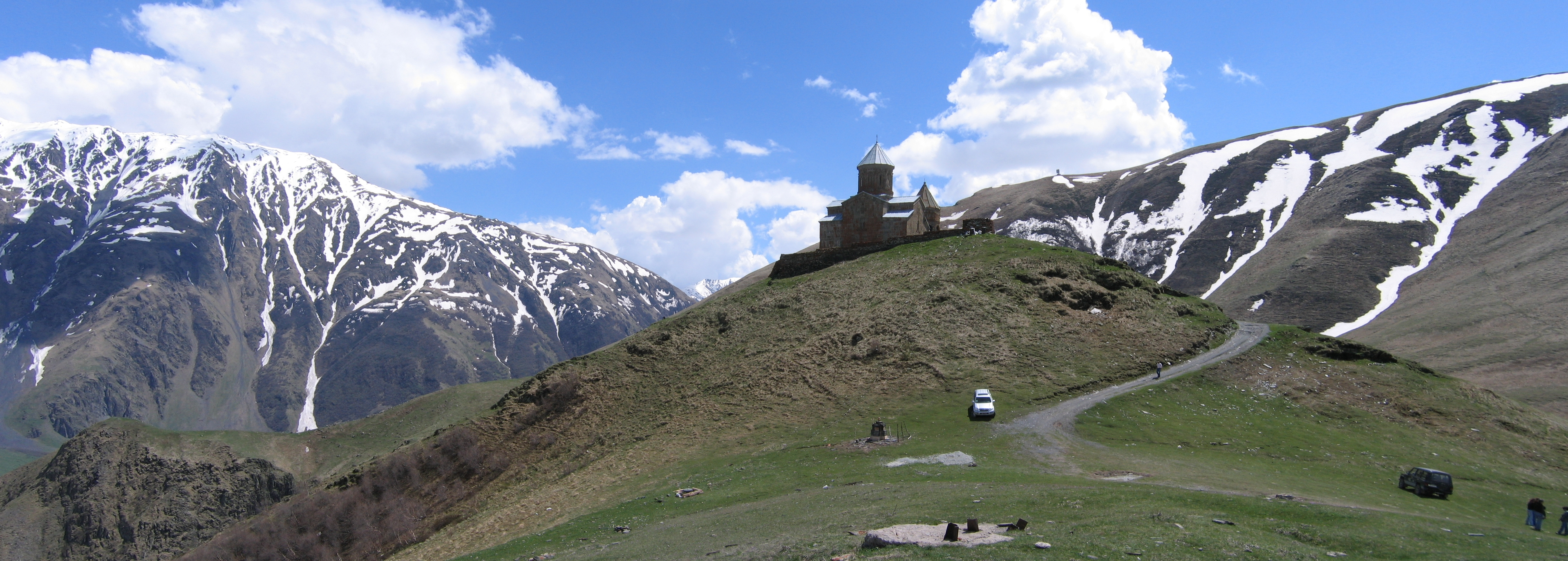
Троицкая церковь в Гергети

Главным украшением Хеви (прилегающая к Казбеку историческая область Грузии) и его символом является Троицкая церковь на горе над селом Гергети, которое является частью посёлка Казбеги, сейчас называемого Степанцминда, где одно время хранился Крест святой Нино, просветительницы Грузии (IV век). Храм живописно расположен на фоне Казбека, прямо над посёлком Степанцминда (бывший Казбеги). Хоть этот храм и посвящён Святой Троице, главным его праздником считается день Успения Богородицы — 28 августа.
На высоте около 4100 м есть древний пещерный монастырский комплекс Бетлеми. На высоте 3675 м расположено старинное здание метеостанции, которое ныне используется как приют для альпинистов. Несколько выше здания метеостанции по пути к вершине Казбека на высоте примерно 3900 м стоит современная маленькая часовня.
У подножия горы в Кармадонском ущелье бьют уникальные горячие источники. Комплекс из семи террасных природных ванн с температурой от 40 до 60°C. 

## В культуре
Иосиф Сталин в стихотворении «Луне», опубликованном в газете «Иверия» (№ 218 от 11 октября 1895 года), воспевает Казбек, призывая Луну:
С улыбкой нежною склонись,

Пой колыбельную Казбеку,